# Франквайлер
Франквайлер (нем. Frankweiler) — община в Германии, в земле Рейнланд-Пфальц. 
Входит в состав района Южный Вайнштрассе. Подчиняется управлению Ландау-Ланд.  Население составляет 908 человек (на 31 декабря 2010 года). Занимает площадь 6,86 км².